# 藥物促成的性侵犯
藥物促成的性侵犯（英語：Drug-facilitated sexual assault，DFSA），也稱為迷姦，描述的是在某人因受任何精神藥物（例如飲酒，或是被故意施加的約會強姦藥物）的影響而喪失行為能力之後，受到的性侵犯（強姦，或是其他方式）。這種強姦的形式也被稱為掠食者強姦（predator rape）。由相識者所造成的強姦，其中有75%的案例都涉及酒精和/或藥物。當受害對象同時攝取藥物與酒精時，會導致意識喪失，而無表達性合意的能力。
研究人員發現，酒後強姦是針對女性性暴力中最為常見的形式。DFSA與其他類型的強姦一樣，是種暴力犯罪，是由肇事者的性享樂主義和應享權利導致的結果。在DFSA的案例中，大多數的受害者是女性，而大多數肇事者是男性。隨著通過網絡尋找性伴侶日趨普及，對於仍未被社會完全平等看待的同性戀者，便更多採用即時通訊軟件結識陌生的同性戀者，男同性戀者遭下藥性交的情況有上升的情況，也因為受害者不敢曝光自己的性取向，導致指證及調查出現困難。
在台灣和中國大陸一些地方，趁受害者喝醉時性侵的行為俗稱撿屍。

## 歷史
1938年的電影《賣花女》中提到對自願飲酒或吸食藥物的男性和女性的性侵犯屢見不鮮。在某人的飲料中加入一些東西，讓其喪失行為能力也不是什麼新鮮事。（參見米奇·芬迷幻藥）。然而在1990年代中期，執法機構開始偵測出一種模式，即為達到性侵犯和強姦婦女目的。而偷偷使用約會強姦藥物（是種無嗅無味、而且會讓人失能的藥物），而這種藥物可能會產生順行性遺忘症的結果。女性受害者，無論是在受脅迫的情況下，或是在雙方都輕鬆的環境中飲用酒精飲料，都會發現自己突然對周圍環境失去意識。當數小時後恢復知覺時，她可能是身處不同的地方，有受到性干擾的跡象，例如衣物遺失或是紊亂、身體有瘀傷、有精液存在、或是陰道或肛門酸痛。受侵害者可能會感到使用藥物的後遺症，例如頭暈、虛弱、或困惑，並且對發生在她身上的事情幾乎不復有記憶。在某些情況下，侵犯者可能已經離開；或在其他情況下，侵犯者可能表現得如同沒任何異常發生，也許會主動提出開車送對方回家，或是去醫院。

## 分析

### 場景
大多數的DFSA與非藥物促成的約會強姦類似，但也不全然是。DFSA可能會發生在雇主和僱員之間，特別是僱員處於相對弱勢的情況下，例如因為他們是無工作許可的工人，或是基於某些其他原因不能冒失去工作的風險。研究人員表示在這種情況下，雇主可能是請弱勢員工共進晚餐，然後對受害者施藥之後，再加以性侵犯。DFSA也可能會發生在房東和承租者之間，或者小企業主和他們的客戶之間。研究人員表示會做出這種行為的肇事者通常缺乏社交能力、獨居、無法與他人建立親密關係。:451–456也可能發生在醫療衛生的環境中，例如在牙醫或醫生的工作場所，通常是患者需要接受麻醉的場合。最後，這類事也可能發生在家庭裡面，例如對兒童或是弱勢的家庭成員強姦的事件。
男性對男性的DFSA幾乎只會發生在社會或學校環境中，例如男人強姦養子、或強姦搭便車者、以及有虐戀傾向的殺人者（例如傑佛瑞·丹墨和約翰·韋恩·蓋西），他們先用鎮定劑讓受害者無法行動、然後進行性侵犯、之後再謀殺:454–453大多數DFSA肇事者單獨行動，但有些人會夥同別人一起進行，例如包括男性朋友、一對男女夫婦、還有兄弟。女性夥同者是用來取得目標女性受害者的信任。:454–4531990年，加拿大的兩位連環殺手保羅·博納多和卡拉·霍莫爾卡用地西泮（鎮定劑）讓卡拉的妹妹Tammy昏睡，隨後由保羅將她強姦；一年後，他們用氟烷（全身麻醉劑）麻醉Tammy，再度強姦她，而Tammy後來被自己的嘔吐物堵塞氣管，窒息而死。

### 肇事者
根據執法官員的說法，會犯下DFSA的肇事者通常具有四個特徵：他們可取得鎮靜藥物，並了解其效果、他們可進入一個可進行強姦但又不受打擾的地方（通常是在家中，或是工作場所）、他們能與受害者之間建立起至少稍許的信任、並且他們已經擬定有免受逮捕和起訴的計劃 - 可能包括幫受害者重新穿上衣服、告之受害者他們是自發的性行為、或是並未發生性接觸、或在受害者恢復意識之前即離開現場。:451研究人員表示，DFSA的肇事者善於利用機會，而且不會與人衝突。這類人通常不會威脅、強迫、毆打、或是殘害受害者，也不攜帶武器、偷竊、或是破壞受害者的財產。他們往往沒有發生肢體暴力記錄。他們經常投入和經營他們的職場或是社區，他們通常並不屬於文化邊緣化的群體。:457像是中國三國時代曾以酒精強姦自己弟弟妻子的呂巽，即是當時魏國政壇的人物，並受當時魏國政壇重要人物司馬昭的寵愛。
一些研究人員表示DFSA肇事者對性有濃厚的興趣，但無法找到性伴侶，而且所為完全由性慾驅動。有人說某些肇事者（他們可能會把自己犯行記錄下以供日後觀看）的動機是出於支配和控制某人以供發洩性慾之用。研究人員對肇事者的強迫行為，在經過性侵後是否實際獲得滿足，存有分歧的看法。有些人認為幾乎沒有證據顯示做出DFSA的衝動無法受到控制，而另有人則表示，一些肇事者重複犯行的“驚人頻率”表明是有某種程度的強迫性存在。所有DFSA肇事者成為累犯的可能性很高。:454–457
一般對於DFSA肇事者的刻板印像是這類人會風度翩翩、聰明、且有吸引力。除少數例外，多數情況並非如此。:454–457沒有證據顯示DFSA犯罪者會在網上或線下相互聯繫，但有時可在討論娛樂性藥物影響的網站上發現這類人。:458因為下藥的做法很容易讓受害者就範，所以年長者也有辦法成為施暴者，研究人員說有些施暴者的年紀已經60歲以上。:454–457

## 受害者
不同類型的藥物和酒精對身體的意識造成不同的結果，但所有藥物都會把人表達性合意能力抑制住。通常DFSA的受害者會因為經過這種歷程而產生創傷。一項針對自認為是DFSA受害者的一般美國女性的研究發現，其中有81%在強姦發生之前就認識被指控者。一項針對大學生所做的類似研究發現，有83%的人在強姦發生前就認識肇事者。

## 非自願給藥的臨床風險

### 過量風險
為讓受害對象完全喪失行為能力，並將之後的法律的風險降至最低，肇事者可能會讓受侵害對象攝入過量的藥物。受侵害者也可能對攝入的藥物產生過敏，可能對藥物的作用和副作用過於敏感，或者受侵害者事前已經服用過某種處方藥，而與侵害者所施加的藥物發生危險的相互作用。結果是可能會出現呼吸抑制、昏迷（有或沒有致命後果），當藥物與酒精在一同攝取的時候，風險更大。已知的事實是苯二氮䓬類藥物與酒精合用極其危險，可能會導致極度呼吸抑制。在此情況下對於從未嘗試過這類藥物，因此未發發展出耐受性的人，風險程度更會升高。

## 告發犯罪、起訴、和統計
如果受害者在事件發生後提出報告，有好幾種方式可檢測出約會強姦藥物的存在 - 特別是通過尿液樣本（藥物殘餘可在尿液中維持幾天）和頭髮（可存在幾週甚至幾個月）作檢驗。然而，對於統計實際案件數據的主要障礙是由於這些藥物引起的混亂和受害者無法清楚記得。實際的DFSA發生頻率很難全部發掘，因為受害者自己也不確定發生過什麼事、是否真的發生過、誰做的、或如何做、或者是需要整理出明確的事實以作報告。
因此這類事件被提報的機會不大。由於與約會強姦藥物相關的相應麻醉效應和認知障礙，而許多受害者不知道發生過什麼事，他們的自我報告無法提供可靠的數據。受害者通常在短時間內無法獲得專門的藥物毒理學資訊下，僅能做出推測性的歸屬和分類（但對於這些藥物的採樣和檢測實際上已有可靠的測試方法）。
藥物有時也很難被發現。因為通常為實現這些效果而施用的藥物劑量相對很小，而且很快從人體排出，因此很難檢測出這些藥物的存在。雖然缺乏毒理學的確認，但不一定等同受侵害者自身的經驗證據。
飲酒是導致約會強姦的主要風險因素。一項針對美國49個州疑似DFSA受害者的1,179份尿液樣本的研究發現，6人（0.5%）對氟硝西泮呈陽性反應，97人（8%）對其他苯二氮䓬類藥物呈陽性反應，451人（38%）對酒精呈陽性反應，468人（40%）對於任何測試對象的藥物呈陰性反應。一項對2,003份疑似DFSA受害者尿液樣本的類似研究發現，不到2%的人對氟硝西泮或γ-羥基丁酸檢測呈陽性反應。在英國進行的一項為期三年的研究發現，1,014 強姦受害者中有2%在性侵發生12小時後在他們的尿液中檢測到鎮靜劑。2009年在澳大利亞的一項研究發現，在入院治療的97例患者中，認為他們的飲料可能被摻入藥物（在可能容易受到非法加藥的場合（如酒吧或是夜總會），其中9個案例被認為這種可能性甚大），但測試後卻無法確定。相相較之下，患者就診時的平均血液酒精濃度(BAC)為0.096%。（在美國，大多數規範酒後駕駛的法律把駕駛或操作重型機械時，可接受的血液酒精濃度水準上限設定為0.08%。）一項由Michael Scott-Ham和Fiona C Burton在2005年提出的研究報告發現在英國三年內所發生的1,014起聲稱由藥物促成的性侵犯案件中，只有2%（21起案件）顯示有可能被故意加藥的證據。
英國的另項研究的結論是：“沒有證據顯示在英國，約會強姦藥物受到廣泛的使用”，而在120個受到檢查的案例中均未涉及氟硝西泮，只有兩案涉及γ-羥基丁酸。

## 刑事司法制度與檢控

### 報案和偵查
DFSA受害者少有可能報告他或她受到強姦的事，特別是如果受害者仍受到藥物對他或她的身體或精神上後遺症的影響，或是甚至不確定究竟發生過什麼。由於受害者不記得或不了解發生在他們身上的事情，因此他們往往不願提出告訴。在自願飲酒或是使用藥物之後被強姦的受害者特別不情願，因為他們可能會擔負非法使用某些藥物的罪名。
幾乎所有遭受強姦者都非常害怕因為自己被侵襲而受到指責 ，尤其是DFSA的受害者，他們可能會感到羞恥或內疚。像是三國時代曹魏呂安的妻子徐氏在遭到呂巽以酒精下藥強姦後，就因羞愧難當而自縊身亡。此外，受害者可能也想到要保護他們的朋友，特別是那些很年輕受害者更是如此。一些受害者及其身旁的人也可能因為其他人的因素而不提出告訴，像是例如呂安在他的妻子徐氏在遭到自己的哥哥呂巽以酒精下藥強姦後，因為嵇康的勸說而放棄提出告訴的念頭。
調查人員受過訓練，會專注於確定所發生的性行為是否符合當地關於強姦或性侵犯的法律定義，確定受害者是否因為受到酒精或藥物的影響而無法做出明示的性合意，並確定是否有證人，可協助揪出加害者，並確定加害者可否取得那些疑似用於DFSA的藥物。

### 證據與偵查
如果有證明受害人被下藥過的物證，起訴更有可能會成功，因此DFSA受害人應在事件發生後72小時內尋求醫療衛生人員的協助。若超過72小時，能成功在尿液中檢測到藥物存在的可能性要小很多，因為大多數會被代謝並從體內排出，導致偽陰性的結果（參照偽陽性和偽陰性）。最理想情況是使用受害者受到侵襲後的第一次排尿做檢驗：如有可能，受侵襲者應用乾淨的容器中裝盛尿液以提供給醫療機構。至於所使用的藥物是苯二氮䓬類藥物或是γ-羥基丁酸，可觀察受害者排尿的行為：苯二氮䓬類藥物會導致尿瀦留，γ-羥基丁酸則會導致尿失禁。尿液檢查不是檢測是否藥物存在的唯一方法。醫療機構還可採集受害者的血液樣本，以及尤其是他們的頭髮，因為這可顯示過去數週或數月，而非僅數天的證據。通常在接觸藥物後14天才會採集頭髮樣本（但也可在24小時之內採集），讓藥物隨著時間，而被吸收進入頭髮中。因此做頭髮測試可將約會強姦藥物檢測的時間延長至數週甚至是數個月。受害者應盡力把受藥物的影響做詳細的描述，因為大多數實驗室不會針對藥物種類做廣泛的篩檢，而了解藥物產生的影響會有助於執法當局知道要檢測哪些藥物。強姦受害者權利的倡導者建議提告者告訴調查人員本人最近是否曾使用過娛樂性藥物，因為這些藥物可能會在篩檢中被發現，而事先披露對受害者可信度的負面影響最小。
在美國，如果受害者要求進行藥物測試，而執法機構同意使用強姦證據收集包時，檢測費用通常由執法機構負擔。如果疑似受害者並未向警方提報，但又要求檢測時，如果保險公司不答應負擔費用的時候，則費用將由提告者自己負擔測。用在飲用前檢測飲料中是否存在某些藥物的檢測試劑可在市場上買到，但截至2002年，這些產品被評估為效果並不可靠。

### 起訴與處罰
要對所有強姦案起訴會很困難，而對DFSA案例尤其是如此。由於許多DFSA受害者因服用藥物而出現順行性遺忘症，他們無法理解或描述發生在他們身上的事。由於肇事者使用藥物讓受害者無法動彈，他們根本無法自衛，這表示不會有指甲刮傷、擦傷、或是齒痕等證據。如果受害者是自願飲酒或使用其他藥物，執法人員和陪審團就不太可能會相信他們所說的話，更有可能對這些自稱為受害者的說法予以譴責。
研究人員說，DFSA的肇事者從來不會認罪，訴諸良心的做法並不行得通。:454–453在康涅狄克州，借助藥物達成性侵犯的目的被視為觸犯強姦罪，如果確認的話，犯罪者將受到一級性侵犯罪名的指控，這是B級重罪。但如果受害者未滿16歲的話，犯罪者將會受到A級重罪的指控。

### 問題
在世界許多地方，對於某些事件中是否使用到藥物，和決定是否達到強姦的定義並無關聯。在美國等國家，對於強姦的法律定義還包括在受害者無行為能力對性交說“不”時，而也不能表達性合意，無論這種影響是因為使用藥物或僅是飲酒的結果。然而，受害者也因此往往難以挺身而出，檢察官也通常因此難把案件提交法辦。對受害者來說，他們很難知道他們是否同意、或被故意下藥、或是自願用藥。對檢察官來說，在沒證人的情況下（特別是在私人住宅中）發生強姦或毆打的情況，以及雙方都使用藥物或是飲酒，因為雙方都無法合法表示同意，因此很難證明是出於故意，或是未經性合意的結果。除非有獨立的證據可證明是強迫性攝入藥品，或是強迫的性行為，否則很少有人會受到指控。
強姦者因為他們的受害者被認為太不可靠，或者因為受害大量飲酒或是自願吸食藥物，可能會被釋放。如果有證據可證明強姦或侵犯的事實，則因為有使用到藥物，而會增加案件的嚴重程度。例如在印第安納州，當肇事者對受害者下藥，或是知道受害者的飲料被摻入藥物時，指控的嚴重程度會從B級提高到A級重罪。

## 外部連結
- Anti Date Rape Straw （页面存档备份，存于）
- The Roofie Foundation
- "'Angel' Waiter Prevents Drink Drugging," CBS News story （页面存档备份，存于）